# Prunus trichamygdalus
Prunus trichamygdalus är en rosväxtart som beskrevs av Hand.-mazz.. Prunus trichamygdalus ingår i släktet prunusar, och familjen rosväxter. Inga underarter finns listade i Catalogue of Life.